# Колесник, Ольга Трофимовна
О́льга Трофи́мовна Коле́сник (в девичестве — Корние́нко; 15 июня 1914 год, село Нехвороща, Полтавская губерния — 19 марта 1998 год, село Нехвороща, Новосанжарский район, Полтавская область, Украина) — колхозница, звеньевая колхоза имени Чапаева Нехворощанского района, Полтавская область, Украинская ССР. Герой Социалистического Труда (1948).

## Биография
Родилась 15 июня 1914 года в бедной крестьянской семье в селе Нехвороща Полтавской губернии. Одна из первых вступила в колхоз, который был организован в 1929 году в селе Нехвороща. Потом трудилась в свекловодческом звене в одном из колхозов Карловского района. С 1941 года работала в колхозе имени Ильича Нехворощанского района. После освобождения в 1943 году Полтавской области от немецких захватчиков трудилась в колхозе имени Чапаева Нехворощанского района. Была назначена в этом колхозе звеньевой полеводческого звена.
В 1947 году звено под руководством Ольги Корниенко собрало в среднем по 32,1 центнера пшеницы с участка площадью 20 гектаров. В 1948 году была удостоена звания Героя Социалистического Труда «за получение высоких урожаев пшеницы, ржи и сахарной свеклы при выполнении колхозом обязательных поставок и натуроплаты за работу МТС в 1947 году и обеспеченности семенами зерновых культур для весеннего сева 1948 года».
После выхода на пенсию проживала в родном селе, где скончалась в 1998 году. Похоронена на сельском кладбище. Могила Ольги Колесник является памятником культуры и истории Украины по Полтавской области.

## Награды
- Герой Социалистического Труда — указом Президиума Верховного Совета СССР от 10 мая 1948 года
- Орден Ленина — дважды
- Орден Трудового Красного Знамени (1949)